# Île Deceit
L'île Deceit (espagnol : isla Deceit) est une petite île chilienne de l'océan Atlantique Sud située au sud-est de l'archipel de la Terre de Feu, à l'extrémité australe de l'Amérique du Sud. Les autorités chiliennes contestent cependant la définition de l'Organisation hydrographique internationale et placent l'île dans l'océan Pacifique. En ce qui concerne cette région du monde, seul le Chili remet en cause le document de l'OHI portant sur les limites des océans et des mers.

## Caractéristiques
L'île Deceit est un territoire insulaire, en forme de demi-lune, situé au sud-est de l'archipel de la Terre de Feu et, plus précisément dans la partie orientale de l'archipel des îles L'Hermite. L'île est rattachée administrativement à la province de l'Antarctique chilien dans la région de Magallanes et de l'Antarctique chilien. Elle est située au centre du parc national Cabo de Hornos et de la « Reserva de Biosfera Cabo de Hornos ». L'île possède un climat océanique sub-polaire (Cfc, selon la classification de Köppen), froid et humide toute l'année, avec des vents violents, venant généralement de l'ouest. Elle présente des côtes escarpées, battues par les vagues de la mer de la zone australe. Son point culminant s'élève à 416 mètres au-dessus du niveau de la mer. Longue de 11 km, sa largeur maximale est de 5,6 km.

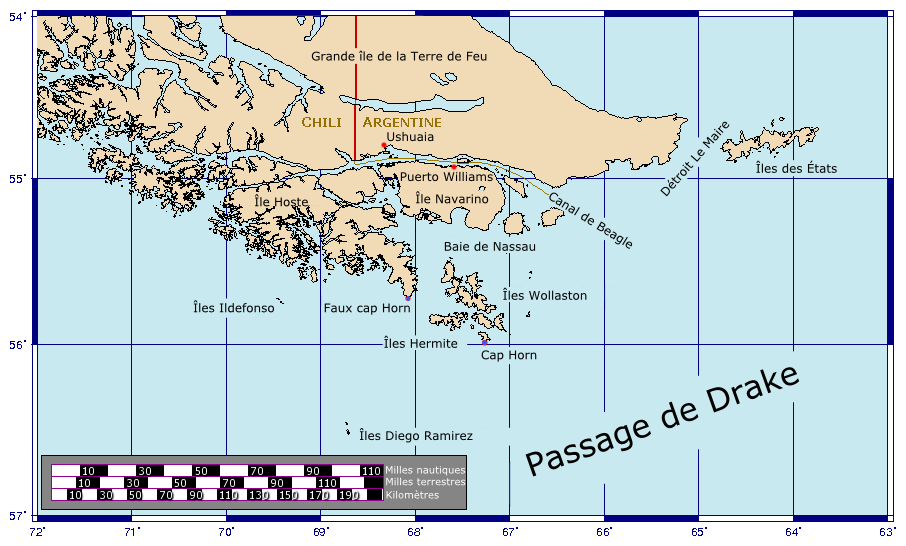
Localisation de l'archipel
L'île Deceit, à l'est de l'archipel des îles L'Hermite.

### Accidents géographiques
À l'ouest de l'île Deceit se trouve l'île Herschel, les deux îles sont séparées par le passage Mer du Sud (en espagnol : paso Mar del Sur), lequel abrite dans sa partie australe un minuscule groupe insulaire appelé îles Carrasco (en espagnol : islotes Carrasco). Au sud-ouest, l'île Horn. Au sud-est, le cap Deceit pointe en direction de l'Atlantique ; dans la continuité de cette pointe se trouvent des rochers émergés surnommés îlots Deceit, également connus sous les noms des « Dents de Deceit » ou des « Griffes de Deceit » (en espagnol : Dientes de Deceit ou Garras de Deceit). Ces ilots, bien que moins méridionaux que le cap Horn, son plus impressionnant depuis la mer, en particulier lorsque les vents sont violents et la mer agitée. À l'est de l'île, les côtes forment une baie, délimitée par la pointe Peñaranda — au sud —, la caleta Toledo — au centre —,  et la pointe Mayer — au nord. Au nord de la pointe Mayer, à l'extrémité nord-est de l'île se trouve le cap Austin. À la même latitude que ce cap, en direction de l'est, se trouvent l'île Barnevelt, alors qu'au nord-ouest de ce même cap est située l'île Freycinet, séparée de l'île Deceit par la baie Arquistade.

### Appartenance océanique
L'appartenance océanique de l'île Deceit est l'objet de débat. Selon l'Organisation hydrographique internationale, la limite entre les deux océans suit le méridien 67°17'21"W du  cap Horn au continent Antarctique. Pour l'Argentine, l'île étant située à l'est de cette longitude précédemment citée, elle se trouve dans l'océan Atlantique Sud. Au contraire, selon la thèse appelée « Délimitation naturelle entre les océans Pacifique et Atlantique sud par l'arc des Antilles australes (es) » elle est située dans le'océan Pacifique Sud ; cette théorie, est officiellement défendue par le Chili, qui possède la souveraineté sur l'île. La position de l'Argentine est conforme à la définition de l'Organisation hydrographique internationale.

## Histoire
La souveraineté sur l'île Deceit est revendiquée par l'Argentine lors du conflit du Beagle, jusqu'à la résolution du différend en 1984 et à la signature du Traité de paix et d'amitié entre l'Argentine et le Chili, date à laquelle la souveraineté chilienne sur l'île est définitivement reconnue.
Seule conséquence encore visible du conflit territorial qui opposa les deux pays, on trouve aujourd'hui encore deux champs de mines antipersonnel sur l'île Deceit, installés par l'Armada de Chile pour empêcher l'invasion par l'Argentine des îles pendant l'opération Soberanía (avortée) et l'opération Rosario avec l'invasion programmée des îles au sud du canal du Beagle, après la prise des Malouines.